# Герб на Йордания
Гербът на Йордания е проектиран през 1921 г. и е официално приет на 25 август 1934 г.

## Описание
Гербът представлява бронзов щит, върху който е разположен лазурен диск. Над щита е разположен орел с разперени настрани криле. До диска се издигат знамената на арабското въстание, сабии, копия, лък и стрели. В долната част щитът е ограден с три златни пшенични класа, а от другата страна – зелен палмов клон. Преплетена е лента на Ордена на Възраждането, към която е прикрепен знакът за орден 1-ва степен; на златна девизна лента е написано с черни букви на арабски „Абдула II ибн ал-Хусейн бин Аун, крал на Хашемитското кралство Йордания, търсещ подкрепа и насока от Бога“.

## Символика
Короната символизира монархията. Плащът се свързва с династията на Хашемитите. В централната част се намира орелът, символизиращ сила и мощ. Знамената са символи на арабското въстание.